# 551 (tal)
551 är det naturliga heltal som följer 550 och följs av 552.

## Matematiska egenskaper
- 551 är ett udda tal.
- 551 är ett semiprimtal[1].
- 551 är ett defekt tal.
- 551 är ett sammansatt tal.
- 551 är ett Centrerat dekagontal.

## Inom vetenskapen
- 551 Ortrud, en asteroid.